# Hořčiny

Vzorec absinthinu

Hořčiny jsou podle jedné definice všechny hořké rostlinné látky, podle jiné definice jen ty látky, jež nemají mimo svou hořkost jiný účinek či použití. Mají různou chemickou stavbu.

## Účinky
V širším slova smyslu se tedy k hořčinám řadí všechny rostlinné látky hořké chuti, které pak díky tomu obvykle mají schopnost dráždit chuťové receptory, zvyšují chuť k jídlu a celkově pomáhají trávení. Pod názvem „amarum“ se přidávají do různých léčebných směsí. Mezi hořčiny je možné řadit i alkaloidy chinin, strychnin a brucin, ty však mají kvůli své jedovatosti omezené užití.

## Známé hořčiny
K typickým hořčinám se počítají absinthin a artabsin z pelyňku, knicin, loganin, genciopikrin, marrubiin nebo kondurangin.